# Nunavik

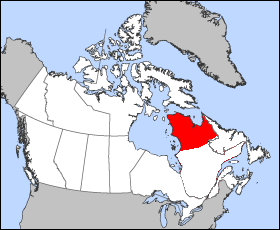
Nunavik, Québec

Nunavik (Inuktitut ᓄᓇᕕᒃ) ist der nördlichste Teil sowohl der Labrador-Halbinsel als auch der kanadischen Provinz Québec, wo es zur Verwaltungsregion Nord-du-Québec gehört. Das jenseits des 55. Breitengrades gelegene etwa 510.000 Quadratkilometer große Landareal wird umschlossen von der Provinz Neufundland und Labrador im Osten, der Hudsonstraße und der Ungavabai im Nordosten und der Hudson Bay im Westen. Durch die Hudsonstraße ist Nunavik vom gegenüberliegenden Inuit-Territorium Nunavut getrennt. Auch Nunavik wurde mit besonderen Rechten für die dort lebenden Inuit ausgestattet.

## Bevölkerung und Infrastruktur
Nunavik hat rund 11.000 Einwohner, die ethnisch zu etwa 90 % Inuit sind und in 14 küstennahen Siedlungen leben. Unmittelbar bei Kuujjuarapik befindet sich zudem die Cree-Indianer-Siedlung Whapmagoostui. Der Name „Nunavik“ ist Inuktitut und bedeutet „Land, in dem es sich leben lässt“; die hier lebenden Inuit bezeichnen sich dementsprechend als „Nunavimmiut“. Die größten Siedlungen von Nunavik sind Kuujjuaq, das auch das Verwaltungszentrum ist, sowie Inukjuaq, Puvirnituq, Salluit und Kangiqsujuaq.
Eine Straßenanbindung von Nunavik an den südlichen Teil von Québec ist nicht vorhanden. Das ganze Jahr über besteht jedoch Flugverbindung mit allen Siedlungen (Air Inuit, Canadian North); im Sommer und Herbst erfolgt Versorgung auch durch Transportschiffe.

## Verwaltung
Politisch gehörte Nunavik bis 1912 zu den Nordwest-Territorien (Ungava-Gebiet), seither zur Provinz Québec. Eine Übereinkunft zwischen der kanadischen Bundesregierung, der Provinz Québec und Vertretern der Inuit (das Abkommen der Jamesbai und des Quebecer Nordens) brachte mit der Einrichtung einer Administration régionale Kativik („Kativik-Regionalregierung“) der Nunavik-Region 1978 eine erweiterte politische Autonomie. Alle Bewohner der 14 nördlichen Siedlungen, sowohl Inuit wie Nicht-Inuit, wählen z. B. bei regionalen Wahlen ihre eigenen Abgeordneten. Die Ausgaben durch die Kativik-Regionalregierung werden zu 50 % von der Provinz Québec und zu je 25 % vom kanadischen Staat und über lokale Einkünfte gedeckt. 
Die Makivik Corporation, ebenfalls mit Sitz in Kuujjuaq, vertritt die Inuit von Nord-Québec gegenüber der Regierung von Québec und der kanadischen Bundesregierung. Für die Region Nunavik wird eine Ausweitung der politischen Autonomie angestrebt. Die letzten Verhandlungen führten z. B. zu einer die traditionellen Rechte regelnden Übereinkunft zur Nutzung von Ressourcen auf den vor den Küsten von Nunavik liegenden Inseln, die alle zum Territorium Nunavut gehören.
Die Siedlung Whapmagoostui, eine Cree-Enklave an der Hudson Bay, untersteht der Cree-Regionalbehörde (Administration régionale cri), die ihrerseits in den „Großen Rat der Cree“ (Eeyou Istchee in der Cree-Sprache) eingebunden ist. 
Den gleichfalls an der Côte-Nord lebenden Naskapi-Indianer gehört ein ausgewiesenes Jagdgebiet; sie unterstehen der Kativik-Regionalregierung.

## Gemeinden
- Akulivik
- Aupaluk
- Inukjuak
- Ivujivik (Nördlichste Siedlung)
- Kangiqsualujjuaq
- Kangiqsujuaq
- Kangirsuk
- Kuujjuaq (Verwaltungszentrum)
- Kuujjuarapik
- Puvirnituq
- Quaqtaq
- Salluit
- Tasiujaq
- Umiujaq

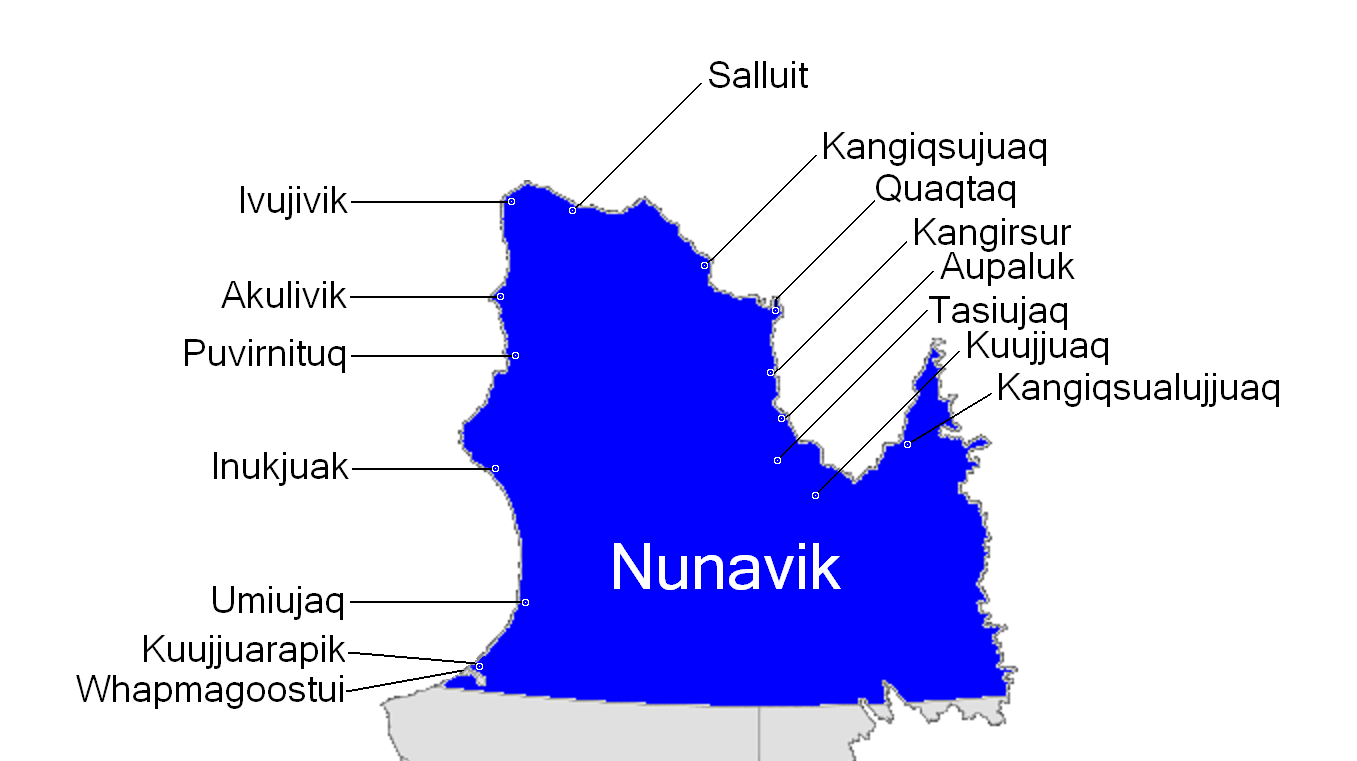
Gemeinden in Nunavik

- Whapmagoostui (Einzige Gemeinde der Cree in Nunavik)

## Sport
Sportler aus Nunavik nehmen regelmäßig an den Arctic Winter Games teil, neben Athleten aus Nunavut, den Nordwest-Territorien und dem Yukon sowie Nord-Alberta. Weiterhin nehmen auch Athleten aus Alaska und Grönland an diesen Spielen teil.